# Jacques-Joseph-François de Vogüé
Jacques Joseph François de Vogüé, né le 13 avril 1740, à Aubenas et mort le 6 février 1787, à Dijon, est un prélat catholique français, issu de la famille de Vogüé.

## Biographie
Jacques Joseph François de Vogüé est né le 13 avril 1740, à Aubenas, en Vivarais.
Il est nommé évêque de Dijon le 3 mars 1776, confirmé le 20 mai 1776 et consacré le 9 juin 1776.
Il meurt à Dijon, en Bourgogne, le 6 février 1787.